# Eduard Formánek
Eduard Formánek (7. dubna 1845 Klatovy - 9. srpna 1900 Dafně u řecké Soluně) byl český botanik, badatel flóry Balkánského poloostrova.

## Život
Eduard Formánek se narodil 7. dubna 1845 v Klatovech. Po absolvování obecné školy studoval na klatovském gymnáziu. Dále pokračoval ve studiu filozofie v Praze. Roku 1868 ukončil studium doktorátem. Po ukončení univerzity působil na gymnáziu v Litomyšli a pak ve Vidnavě. V roce 1873 byl jmenován profesorem na českém gymnáziu v Brně. Vyučoval zde přírodopis, matematiku a fyziku. Kromě vyučování se zabýval terénní botanikou, především květenou Moravy a rakouské části Slezska. Byl také badatelem flóry Balkánského poloostrova, zamýšlel vydat Květenu Makedonie. Od roku 1887 tuto oblast o prázdninách pravidelně navštěvoval. Právě při jedné z cest na Balkán zemřel.
Údaje o nových balkánských taxonech (bylo jich přes 140) uveřejnil v časopisu Verhandlungen des naturforschenden Vereines in Brünn. Jeho stěžejním dílem je dvoudílná Květena Moravy a rakouského Slezska, kterou vydal vlastním nákladem v Brně v letech 1887 a 1892.
Na Formánkově rodném domě v Klatovech, bývalé Říšské ulici byla 27. srpna 1905 odhalena pamětní deska. Byla pořízena nákladem prostějovského přírodovědného klubu a autorem byl sochař a cizelér Prokop Nováček.